# Nicole Naert
Nicole Naert (Kortrijk, 30 april 1951) is een Belgisch marxistisch politica voor PVDA en voormalig vakbondssecretaris van ACOD.

## Levensloop
Ze zetelde als provincieraadslid in Antwerpen als opvolger van Zohra Othman na de lokale verkiezingen van 2012. 